# Папандува
Папандува (порт. Papanduva) — муниципалитет в Бразилии, входит в штат Санта-Катарина. Составная часть мезорегиона Север штата Санта-Катарина. Входит в экономико-статистический микрорегион Каноиньяс. Население составляет 17 258 человек на 2006 год. Занимает площадь 759,8 км². Плотность населения — 22,7 чел./км².

## История
Город основан 11 апреля 1954 года.

## Климат
Климат умеренный влажный, с жарким летом и среднегодовой температурой 16,6 °C

## Статистика
- Валовой внутренний продукт на 2003 составляет 152.394.184,00 реалов (данные: Бразильский институт географии и статистики).
- Валовой внутренний продукт на душу населения на 2003 составляет 8.933,88 реалов (данные: Бразильский институт географии и статистики).
- Индекс развития человеческого потенциала на 2000 составляет 0,737 (данные: Программа развития ООН).